# Venoy
Venoy é uma comuna francesa na região administrativa de Borgonha-Franco-Condado, no departamento de Yonne. Estende-se por uma área de 22,59 km². Em 2010 a comuna tinha 1 979 habitantes (densidade: 87,6 hab./km²).